# Ansari X Prize

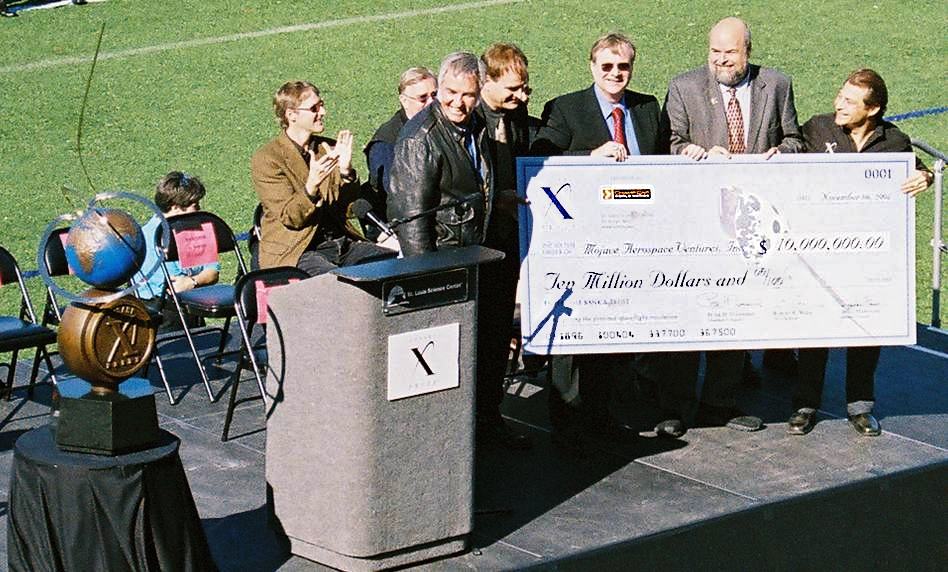
Het SpaceShipOne-team neemt de Ansari X Prize op 6 november 2004 in ontvangst

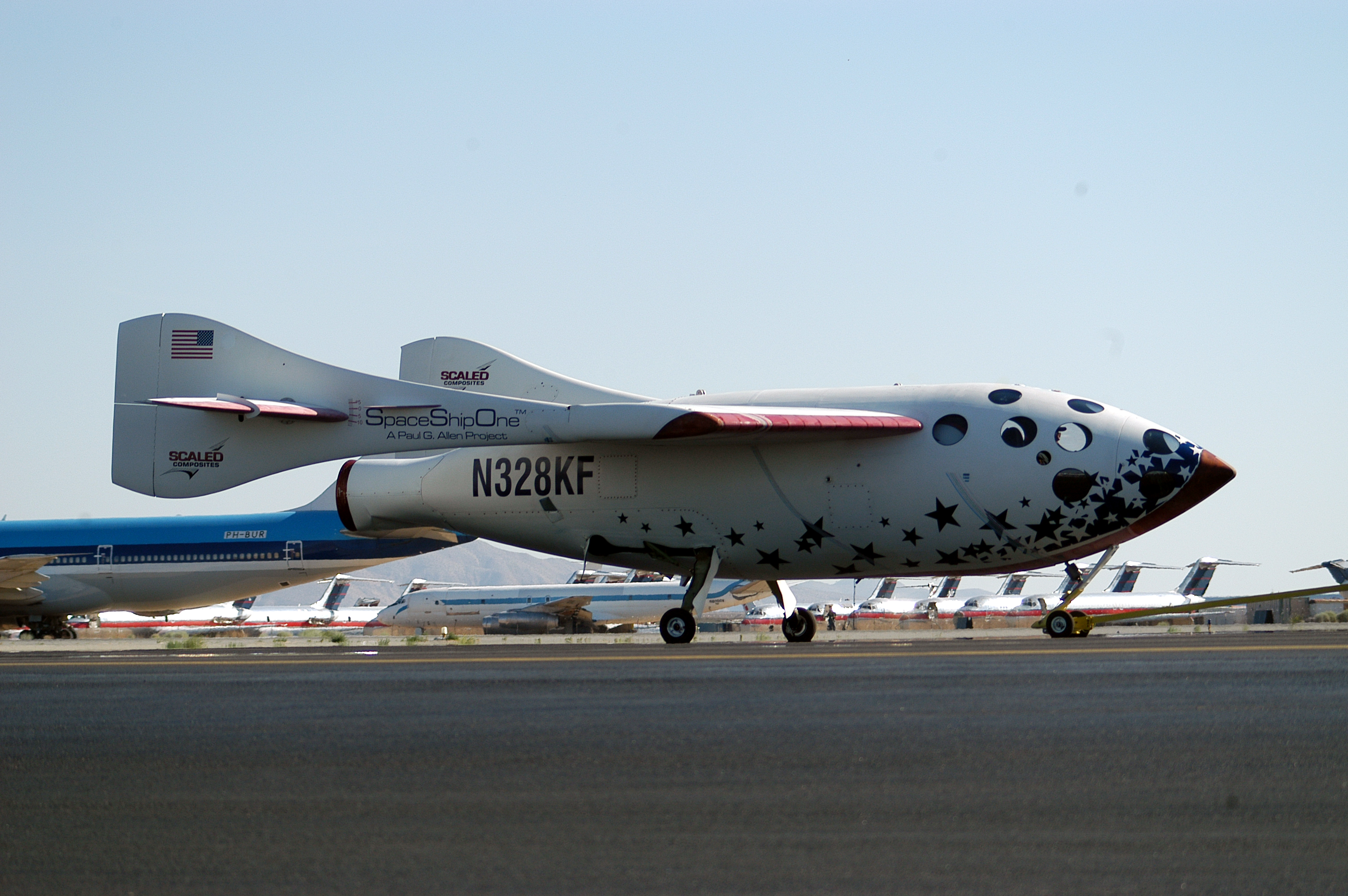
De SpaceShipOne

De Ansari X Prize was een prijs van 10 miljoen dollar die uitgeloofd werd aan het team dat het eerste particulier ontwikkelde, herbruikbare ruimtevaartuig ontwikkelde. Het ruimtevaartuig moest binnen twee weken na de eerste ruimtevlucht opnieuw naar de ruimte terugkeren.
Op 4 oktober 2004 werd de X Prize gewonnen door het experimentele ruimtevliegtuig SpaceShipOne van het bedrijf Scaled Composites. Het ruimtevaartuig werd ontworpen door Burt Rutan en gefinancierd door Microsoft-oprichter Paul Allen.
De prijs, bedoeld om particuliere ruimtevaart te stimuleren (bijvoorbeeld voor ruimtetoerisme en commerciële intercontinentale luchtvaart via de ruimte), was gemodelleerd naar eerdere luchtvaartprijzen, zoals de Orteigprijs die Charles Lindbergh in 1927 won door non-stop van New York naar Parijs te vliegen.
De X Prize werd in 1996 aangeboden door de X Prize Foundation, een initiatief van Peter Diamandis. In 2004 werd de prijs hernoemd tot Ansari X Prize na een donatie van de Iraans-Amerikaanse zakenvrouw (en eerste vrouwelijke ruimtetoerist) Anousheh Ansari en haar zwager Amir Ansari. Andere bekende donateurs waren de schrijver Tom Clancy en de zakenman James Smith McDonnell, oprichter van McDonnell Aircraft (later McDonnell Douglas).

## Deelnemers
In totaal dongen 26 teams mee naar de X Prize, van hobbyisten tot grote lucht- en ruimtevaartbedrijven. Bekende luchtvaartbedrijven als Boeing en Lockheed deden echter niet mee.
In eerste instantie leek het erop dat het Da Vinci Project, een Canadees vrijwilligersproject, de prijs zou winnen met het ruimtevaartuig Wild Fire. De lancering was gepland op 2 oktober 2004, maar op 23 september werd de lancering uitgesteld omdat enkele essentiële onderdelen nog ontbraken.
De Rubicon 1 van Space Transport Corporation en het testvaartuig van Armadillo Aerospace werden allebei op 8 augustus 2004 vernietigd in ongerelateerde ongelukken.
Op 21 juni 2004 bereikte SpaceShipOne voor het eerst de ruimte, gedefinieerd op een grens van 100 km boven de aarde. Op 29 september 2004 werd de eerste vlucht voltooid om de Ansari X Prize te winnen. Op 4 oktober werd de prijs binnengehaald met een tweede vlucht binnen de twee weken met hetzelfde toestel naar een hoogte van meer dan 100 kilometer. Piloot van de eerste vlucht was Mike Melvill. Een week later vloog Brian Binnie de tweede vlucht.

## Andere prijzen
Na de Ansari X Prize heeft de X Prize Foundation een aantal nieuwe prijzen aangekondigd, waaronder de Google Lunar X Prize (voor de eerste commerciële maanlanding), de Archon X Prize (voor het eerste team dat in 10 dagen de sequencing van 100 menselijke DNA-genomen kan uitvoeren voor minder dan 10.000 dollar per genoom) en de Automotive X Prize (voor het team dat als eerste een superzuinige auto ontwikkelt die 100 miles per gallon (2.35 liter/100 kilometer) kan halen.
De NASA heeft een aantal prijzen aangekondigd die te vergelijken zijn met de Ansari X Prize. Deze Centennial Challenges zijn bedoeld om particuliere Amerikaanse initiatieven in onder meer ruimtevaart en robotica te stimuleren. Een ander vergelijkbaar initiatief is de Methuselah Mouse Prize.